# NGC 3032
NGC 3032 är en stavgalax i stjärnbilden Lejonet. Den upptäcktes år 1827 av John Herschel. 